# Снелл, Дэвид Рис
Дэвид Рис Снелл (англ. David Rees Snell; род. 20 августа 1966, Уичито, Канзас, США) — американский актёр. Наиболее известен благодаря роли детектива Ронни Гардоки в телесериале «Щит» (2002—2008), а также по роли детектива Джона Берроуза в телесериале «Спецназ города ангелов» (2018—2024).

## Биография
Снелл родился в Уичито, штат Канзас. Высшее образование получил в Канзасском университете на театральном факультете. Он играл преимущественно на сцене, прежде чем начать работать на телевидении. 
В 2002 году Дэвид Рис Снелл был нанят на роль детектива Ронни Гардоки в телесериал канала FX «Щит», причём изначально это была роль без слов. Ему сказали, что сценаристы не планируют развивать его персонажа, поскольку он был добавлен в последнюю минуту к и без того большому актёрскому составу. Однако после нескольких эпизодов его персонаж стал постоянным членом «Ударной команды». На протяжении большей части сериала персонаж Снелла был второстепенным, а в последних двух сезонах был повышен до основного состава.
В 2010 году снялся в одном из эпизодов сериала «Обмани меня», в котором он воссоединился со своими коллегами по «Щиту» Дэвидом Марчиано, Кенни Джонсоном, Бенито Мартинесом и Кэтрин Дент

## Фильмография
| Год       |    | Русское название                    | Оригинальное название       | Роль                             |
| --------- | -- | ----------------------------------- | --------------------------- | -------------------------------- |
| 1993      | тф | Я могу заставить тебя полюбить меня | I Can Make You Love Me      | Марк Бловельт                    |
| 1995      | тф | Трумен                              | Truman                      | репортёр                         |
| 1998      | тф | В понедельник после чуда            | Monday After the Miracle    | Уильям Александер                |
| 1999      | ф  | Погоня с дьяволом                   | Ride with the Devil         | игрок в покер                    |
| 2002—2008 | с  | Щит                                 | The Shield                  | детектив Рональд «Ронни» Гардоки |
| 2005      | ки | —                                   | Call of Duty 2: Big Red One | рядовой Вик Денли (озвучивание)  |
| 2008—2009 | с  | Отряд «Антитеррор»                  | The Unit                    | террорист Леон Дрейк             |
| 2008      | ф  | Быстрый выход                       | Exit Speed                  | Дэнни Ганн                       |
| 2009      | ф  | Призрак у маяка                     | The Beacon                  | Пол Шоу                          |
| 2009      | с  | Сестра Готорн                       | Hawthorne                   | Дэн Джонсон                      |
| 2009      | с  | 4исла                               | Numb3rs                     | Герберт «Герб» Мур               |
| 2010      | с  | Обмани меня                         | Lie to Me                   | Кевин Уилки                      |
| 2010      | с  | Мыслить как преступник              | Criminal Minds              | детектив Грин                    |
| 2011      | с  | Воздействие                         | Leverage                    | Грег Шерман                      |
| 2011      | с  | Морская полиция: Спецотдел          | NCIS                        | Морган Хант                      |
| 2011      | с  | Сыны анархии                        | Sons of Anarchy             | агент Грэд Николас               |
| 2012      | ф  | Благослови меня, Ультима            | Bless Me, Ultima            | отец Бирнс                       |
| 2012—2013 | с  | Последняя надежда                   | Last Resort                 | младший офицер SEAL Барри Хоппер |
| 2013      | с  | Анатомия страсти                    | Grey's Anatomy              | «Богатенький Ричи»               |
| 2015      | с  | Скандал                             | Scandal                     | агент Секретной службы Филдинг   |
| 2017      | с  | Фостеры                             | The Fosters                 | Джим Бейкер                      |
| 2017      | с  | Мик                                 | The Mick                    | Дон                              |
| 2017      | с  | Особо тяжкие преступления           | Major Crimes                | репортёр новостей на канале FPX  |
| 2018—2024 | с  | Спецназ города ангелов              | S.W.A.T                     | детектив Джон Берроуз            |
| 2019      | с  | Правосудие                          | The Fix                     | детектив Майкл Рид               |
| 2020      | с  | Грязный Джон                        | Dirty John                  | врач-терапевт                    |
| 2022      | с  | Главный госпиталь                   | General Hospital            | Малкольм (адвокат по разводам)   |
| 2022      | с  | Новичок: Федералы                   | The Rookie: Feds            | Уолтер                           |
| 2023      | с  | Ночной агент                        | The Night Agent             | дознаватель                      |